# Конгрес
Конгрес (од латинског Congressus = састанак - синтагма од цом + гради) означава одређено окупљање људи, обично на политичкој или професионалној основи које за циљ има решавање одређеног питања, стално управљање или пак професионалну едукацију.
Конгрес је име за заседање представника различитих држава на коме се решавају важна међународна питања, такви су били Бечки конгрес (1814–1815) и Берлински конгрес из 1878. У САД и још неким земљама - Congress је назив за дводомни парламент; Дом посланика (House of Representatives) и Сенат.
Конгрес може се односити на:
- Конгрес САД
- Конгрес Бразила
- Конгрес Еквадора
- Конгрес Чилеа
- Бечки конгрес
- Берлински конгрес
- Континентални конгрес
- Светосавски конгрес
- Конгрес српског уједињења
- Конгреси Савеза комуниста Југославије
- Шпански посланички конгрес, доњи дом шпанског кортеса